# Thomas Menamparampil
Thomas Menamparampil SDB (* 22. Oktober 1936 in Pala, Indien) ist ein indischer Ordensgeistlicher und emeritierter römisch-katholischer Erzbischof von Guwahati.

## Leben
Menamparampil trat der Ordensgemeinschaft der Salesianer Don Boscos bei und legte am 24. Mai 1955 Profess ab. Er empfing nach dem Studium der Philosophie und Katholischen Theologie am 2. Mai 1965 das Sakrament der Priesterweihe durch Bischof Stephen Ferrando SDB. Von 1969 bis 1970 absolvierte er ein Masterstudium in Geschichte und Englisch. Von 1972 bis 1974 war er stellvertretender Provinzial in Guwahati; zudem engagierte er sich für die verschiedenen Kulturen im nordöstlichen Indien. Von 1975 bis 1981 war er Rektor der Don Bosco Technical School in Shillong.
Am 19. Juni 1981 ernannte ihn Papst Johannes Paul II. zum Bischof von Dibrugarh. Die Bischofsweihe spendete ihm Erzbischof Hubert D’Rosario am 29. November desselben Jahres. Am 30. März 1992 wurde er Bischof der neuerrichteten Diözese Guwahati in Indien und nach deren Erhebung zum Erzbistum am 10. Juli 1995 zu deren Erzbischof und zum Metropoliten der gleichnamigen Kirchenprovinz ernannt.
Von 1986 bis 1992 war Menamparampil schon einmal Leiter der Abteilung für Evangelisierung der Föderation der Asiatischen Bischofskonferenzen gewesen. Während dieser Zeit hatte er sich vor allem um die Vertiefung der Beziehungen zwischen der Evangelisierung und den asiatischen Kulturen bemüht und unter anderem ein Treffen zwischen den Vertretern der Kirche und Vertretern der kommunistischen Regierungen organisiert.
Menamparampil war später unter anderem Sondersekretär für die Asiensynode (1998) und ist Autor von über 180 Artikeln zu verschiedenen Themen: Evangelisierung, Kultur, Pastoral, Erziehung Ordensleben und Gebet. Er war Leiter der Abteilung für Evangelisierung der Föderation der Asiatischen Bischofskonferenzen und Vorsitzender des Rates der Nordostindischen Bischöfe.
Menamparampil wirkte auch als Mittler im Konflikt zwischen den verschiedenen Volksgruppen im Unionsstaat Assam und koordiniert das „Joint Ecumenical Peace Team“, das sich für den Dialog in Nordostindien einsetzt und sich dabei bereits als wirksamer Organismus erwiesen hat, wenn es um die Beilegung lokaler Konflikte geht. 
Er war 2009 zuständig für die Gestaltung der Texte für den Papst-Kreuzwegs im Kolosseum.
Erzbischof Manamparampil wurde 2011 für den Friedensnobelpreis nominiert. Hintergrund war sein seit Jahrzehnten andauerndes Engagement für den Frieden, die Versöhnung und die Stabilität in Nordostindien – einer Region voller territorialer und ethnischer Konflikte.
Am 18. Januar 2012 nahm Papst Benedikt XVI. sein aus Altersgründen vorgebrachtes Rücktrittsgesuch an.
Vom 3. Februar 2014 bis zum 15. Oktober 2016 war er während der Sedisvakanz Apostolischer Administrator des Bistums Jowai.
Thomas Menamparampil ist Mitglied der Kongregation für die Institute geweihten Lebens und für die Gesellschaften apostolischen Lebens. Seine Mitgliedschaft wurde am 29. März 2014 bestätigt.
Im Oktober 2019 war Menamparampil Gast des katholischen Hilfswerkes missio anlässlich des Monats der Weltmission.